# Campionat d'Europa de Futbol sub-21 de la UEFA 1986
El Campionat d'Europa de Futbol sub-21 1986 dura dos anys (1984-1986). La selecció d'Espanya es proclamà vencedora per primera vegada.

## Fase final
Disputada el 1986.
| Quarts de final - Polònia 1-0 Hongria - Hongria 5-0 Polònia Hongria guanya 5-1 en el global · - Dinamarca 0-1 Anglaterra - Anglaterra 1-1 Dinamarca Anglaterra guanya 2-1 en el global · - Suècia 1-1 Itàlia - Itàlia 2-1 Suècia Itàlia guanya 3-2 en el global · - França 1-3 Espanya - Espanya 3-1 França Espanya sub-21 guanya 6-2 en el global |  | Semi-finals - Itàlia 2-0 Anglaterra - Anglaterra 1-1 Itàlia Itàlia guanya 3-1 en el global · - Hongria 3-1 Espanya - Espanya 4-1 Hongria Espanya guanya 5-4 en el global |  | Final - Itàlia 2-1 Espanya - Espanya 2-1 Itàlia 3-3: Espanya guanya 3-0 als penals · Espanya sub-21 campió |

## Resultat
| Guanyadors del Campionat d'Europa de Futbol sub-21 de la UEFA 1986 · Espanya sub-21 · 1r Títol |